# Anthaxia brevis
Anthaxia brevis ist ein Käfer aus der Familie der Prachtkäfer und der Unterfamilie der Buprestinae. Die Gattung Anthaxia ist in Europa mit vier Untergattungen vertreten, Anthaxia brevis wird zur Untergattung Anthaxia gerechnet, die in Europa mit sechsundvierzig Arten vertreten ist. Die Art Anthaxia brevis tritt in Europa mit zwei Unterarten auf, Anthaxia brevis brevis und Anthaxia brevis achaia. Eine dritte Unterart Anthaxia brevis kovari findet man im Iran. Die farbenprächtige Art Anthaxia brevis ist pontomediterran verbreitet.

## Bemerkungen zum Namen
Die Art wurde erstmals 1839 im Rahmen einer Folge getrennter Monographien durch die französischen Entomologen Gory und Laporte de Castelnau unter dem noch heute gültigen Namen Anthaxia brevis beschrieben und die Beschreibung erschien dann wieder 1841 im Band II einer Naturgeschichte der Käfer mit einem Atlas für die zugehörigen Abbildungen (Abb. 3). Als erste Eigenschaft des Käfers wird der kurze Körper genannt. Dies erklärt den Artnamen brevis (lat. für „kurz“). Der Gattungsname Anthaxia ist von altgr. άνθος ánthos, „Blüte“, und  άξιος áxios, „wert“ abgeleitet. Auch Anthaxia brevis gehört zu den vielen farbenprächtigen Arten dieser Gattung.
Die von Obenberger als Art beschriebene Anthaxia hellenica stellt nur eine Form von Anthaxia brevis dar, ist also als Synonym zu werten. Die von Obenberger 1938 als Unterart beschriebene Anthaxia hellenica achaia bildet die Unterart Anthaxia brevis achaia. Der Namensteil achaia nimmt auf die griechische Provinz Achaia Bezug, hellenica auf Griechenland (latinisiert Hellas).

## Eigenschaften des Käfers
| |                                                                                            |
| Abb. 1: Aufsicht, Foto von Udo Schmidt                                                                                      |                                                                                            |
| |                                                                                            |
| Abb. 2: Ausschnitt des Halsschilds, Pfeilspitze auf Zentrum der kreisför- mig angeordneten Runzeln links vor dem Schildchen | Abb. 3: Abbildung zur Erstbeschreibung des Käfers im Atlas von Castelnau & Gory Paris 1841 |

Die Käfer werden sechs bis sieben Millimeter lang. Der Körper ist vergleichsweise breit und robust. Die Vielfarbigkeit ist durch einen grauen Glanz gedämpft. Der Käfer gehört zu den bunten, abgeflachten und weich behaarten Arten der Gattung. Eine sehr gute Abbildung beider Geschlechter findet sich im Internet.
Der Kopf ist nach unten geneigt und bis zu den großen Augen in den Halsschild zurückgezogen. Er ist dicht fein runzelig punktiert, fast körnig. Er ist blau und in einem längs verlaufenden Mittelstreifen dunkel (von oben kaum sichtbar). Er ist deutlich weiß behaart, die Behaarung ist mäßig lang, nicht lang (bei Anthaxia brevis kovari ist die Behaarung der Stirn kurz). Die glänzend blauschwarzen, elfgliedrigen Fühler sind so lang wie der Halsschild, abgeplattet und ab dem fünften Glied nach innen tief sägezahnartig eingeschnitten.
Der Halsschild ist mindestens doppelt so breit wie lang und seitlich stark gerundet. Vorn ist er schwach nach innen gekrümmt, in der Mitte etwas vorgezogen. An der Basis ist er beidseitig sehr schwach nach innen gekrümmt. Die Hinterecken sind stumpf, die äußerste Spitze scharf ausgebildet. In einer breiten Längsrinne und vor den Hinterecken ist er seicht niedergedrückt. Der Halsschild ist blau bis blaugrün mit beiderseits einem, sich nach hinten verschmälernden, sehr dunklen Fleck. Im Bereich des dunklen Flecks verlaufen deutliche Runzeln überwiegend parallel zur Seite, diese Runzeln sind vor der Basis beidseitig vor dem Schildchen annähernd in konzentrischen Kreisen angeordnet und bilden dabei je eine Art „Wirbel“. Im Zentrum der Wirbel (weiße Pfeilspitze in Abb. 2) verlaufen sehr feine Runzeln quer. Im vorderen mittleren Bereich des Halsschildes verlaufen wenig auffallende Runzeln ebenfalls quer.
Das Schildchen ist rundlich dreieckig, schwarz, fein punktiert, in der Mitte etwas eingedrückt.
Die Flügeldecken sind uneben und bunt. Sie bedecken den Hinterleib vollständig. Die Seiten verlaufen fast parallel, der Vorderrand ist aufgeworfen. Die Grundfarbe ist kupferrot, nach hinten dunkler. Die Basis ist etwas breiter als die Basis des Halsschilds. Die Flügeldecken tragen einen großen die Naht umfassende dunklen Längsfleck, den Obenberger als „Löffelmakel“ bezeichnet und der einem auf dem Kopf stehenden Pilz oder einer Eichel mit Fruchtbecher ähnelt. Die Löffelmakel ist nicht deutlich, sondern nur mit fließendem Übergang von der Grundfarbe abgesetzt. Stärker farblich setzt sich ein Bereich um das Schildchen seitlich bis nahe den Schultern und nach hinten bis zum Beginn der Löffelmakel ab. Auch diese zusammenfließenden „Scutellarmakeln“ sind nicht scharf begrenzt und sie haben nicht wie bei Anthaxia croesus die Form eines nach hinten zugespitzten breiten Dreiecks. Die Farben der Scutellarmakeln ähneln denen des Halsschilds. Die Flügeldecken sind kurz behaart. Sie sind grob punktiert, die Punkte können quer zusammenfließen, nahe der Naht auch längs.
Die Unterseite ist ziemlich dicht und flach punktiert und zerstreut weißlich behaart. Unterseite und Beine sind dunkelblau. Die Tarsen sind alle fünfgliedrig.

## Biologie
Die Art ist in lockerem Buschwald der Ebene und der tiefen Berglagen zu Hause und auch am Meeresufer zu finden. Den Käfer findet man von Ende März bis Anfang August (Griechenland). Die Tiere bevorzugen gelbe Blüten, sind aber auch auf Eichen und Eschen zu finden. Die Larven entwickeln sich in Pistazien und möglicherweise anderen Laubholzarten.

## Verbreitung
Das Vorkommen der Unterart Anthaxia brevis achaia ist auf Griechenland beschränkt. Anthaxia brevis ist pontomediterran verbreitet. Außer im Festlandgriechenland findet man die Art auch in Zypern, auf Kreta, den Nordägäischen Inseln, der Europäischen Türkei, Bulgarien, Albanien,  der Ukraine, sowie in Teilen des ehemaligen Jugoslawiens, des europäischen Russlands, des Nahen Ostens und der Ostpaläarktik.